# 13 & God
13 & God ist ein Musikprojekt der US-amerikanischen Hip-Hop-Band Themselves und der deutschen Indie-Band The Notwist.
Beide Bands beschlossen, miteinander Musik zu machen, nachdem sie bei einem zufälligen Treffen feststellten, dass sie während der damaligen Touren oft die Musik der jeweils anderen hörten. 
Die bisherigen Erscheinungen wurden auf den Plattenlabels Anticon (Themselves) und Alien Transistor (The Notwist) veröffentlicht.

## Diskografie

### Alben
- 2005: 13&God
- 2011: Own Your Ghost

### Livealben
- 2007: Live in Japan

### Singles
- 2005: Men Of Station
- 2011: Oldage